# Teófilo Cruz
Pour les articles homonymes, voir Cruz.
Teófilo Cruz Downs, né le 8 janvier 1942 à Santurce, à Porto Rico - décédé le 30 août 2005 à Trujillo Alto, à Porto Rico, est un joueur portoricain de basket-ball. Il joue au poste de pivot.

## Biographie
Cruz a joué National Collegiate Athletic Association (NCAA), puis en National Superior League avec les équipes de Santurce Crabbers, Mets de Guaynabo, Canovanas Indians, Río Piedras Cardinals et Mayagüez Tainos. Il a également joué en Espagne avec Picadero Damm. Cruz était membre de l'Équipe de Porto Rico de basket-ball avec qui il disputa cinq Jeux olympiques de 1960 à 1976. 
Cruz est le premier basketteur à avoir participé à cinq olympiades. Ce record a été égalé vingt ans plus tard par le Brésilien Oscar Schmidt en 1996, puis en 2000 par l'Américaine Teresa Edwards et l'Australien Andrew Gaze et en 2016 par l'Espagnol Juan Carlos Navarro.
Cruz joua durant 25 saisons en Baloncesto Superior Nacional (BSN) à Porto Rico dont il fut nommé MVP à quatre reprises. Il a également été nommé meilleur défenseur de la ligue cinq fois. Il en fut également deux fois le meilleur marqueur et le premier joueur à inscrire plus de 9 000 points en carrière (9 535 points). Cruz était le pivot titulaire de l'équipe de Porto Rico à l'époque où l'équipe nationale et l'équipe du Brésil étaient les deux équipes dominantes des Amériques en dehors des États-Unis. Il est l'un des quatre joueurs de basket-ball portoricains à avoir été le porte-drapeau de son pays lors de la cérémonie d'ouverture des Jeux olympiques, en 1976 à Montréal (les autres étant Carlos Arroyo à Athènes en 2004, Jose Casillas à Rome en 1960 et Jaime Frontera à Mexico en 1968).
Il est mort le 31 août 2005 d'une hémorragie intra-cérébrale. le complexe des sports de San Juan a été rebaptisé de son nom en son honneur.
Il est intronisé au FIBA Hall of Fame en 2007.

## Palmarès
- Finaliste des Jeux panaméricains de 1959, 1971, 1975
- MVP de la National Superior Basketball League en 1962, 1967, 1970 et 1971

## Note
- (en) Cet article est partiellement ou en totalité issu de l’article de Wikipédia en anglais intitulé « Teófilo Cruz » (voir la liste des auteurs).